# Sy Montgomery
Sy Montgomery (ur. 7 lutego 1958 we Frankfurcie, Niemcy) – amerykańska dziennikarka, pisarka i scenarzystka mieszkająca i tworząca w Hancock (hrabstwo Hillsborough, New Hampshire), przyrodniczka i podróżniczka, autorka ok. 20 wyróżnionych nagrodami książek dla dzieci i dla dorosłych, o której w The Boston Globe napisano, że jest częściowo Indianą Jonesem, a częściowo Emily Dickinson.

## Życiorys
Urodziła się w roku 1958 w Niemczech, we Frankfurcie nad Menem, gdzie stacjonowała wówczas jednostka jej ojca, wysokiej rangi wojskowego. Była jedynaczką. Miała bardzo bliski kontakt z ojcem, który lubił podróże i zwierzęta. 

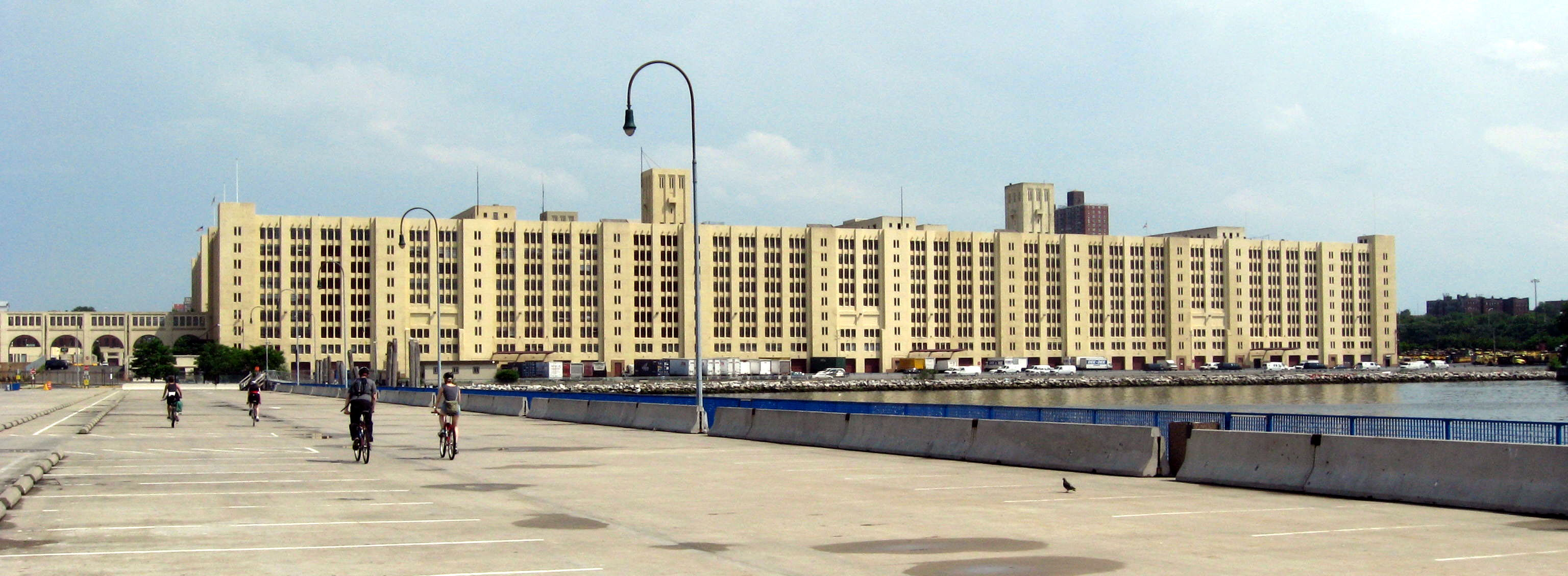
Brooklyn Army Terminal

Gdy miała dwa lata wspólnie spędzali wiele godzin we frankfurckim ogrodzie zoologicznym. Zwierzęta obserwowała bardzo cierpliwie, zamiast bawić się z rówieśnikami (uważała, że są zbyt hałaśliwi i nieobliczalni). Ojciec chwalił zdolność koncentracji, a matka obawiała się, że jej rozwój nie przebiega prawidłowo. Po latach, w książce Sy Montgomery Dobra świnka, dobra znalazło się wspomnienie: 

Na ceremonię z okazji awansu męża na generała brygady i przejęcia przez niego dowództwa Brooklyn Army Terminal wystroiła swoją sześcioletnią blond córeczkę jak tamte lalki, którymi nie chciałam się bawić […] – a mnie było przykro, że nie mam sfatygowanych butów jak żołnierze.

Rodzina często zmieniała miejsce zamieszkania; najdłużej – ponad cztery lata – mieszkała w Fort Hamilton na Brooklynie (kwatera 255).
W roku 1979 Sy Montomery ukończyła Syracuse University (kierunki: dziennikarstwo, język francuski i psychologia). W czasie studiów pracowała w redakcji uniwersyteckiej gazety Daily Orange, której redaktorem naczelnym był jej przyszły mąż, Howard Mansfield:

Przez dwa lata pracowaliśmy ramię w ramię, pięć dni w tygodniu po osiem godzin dziennie; redagowaliśmy dział komentarzy i artykuły. Wszystko mi się w nim podobało – jego przenikliwy umysł, oszałamiająca ilość pomysłów, ostre pióro, jego zaangażowanie i wola naprawiania świata. Ale byliśmy przyjaciółmi.

Po skończeniu studiów zdecydowali się na małżeństwo, mimo jednoznacznego sprzeciwu rodziców Sy – nie przyjechali na ślub i listownie przysłali informację, że wyrzekają się córki. Wcześniej matka wyjaśniała – mówiąc „wolniej niż zwykle ze swoim arkansaskim akcentem” – że Howard „nie miał „prawdziwej” pracy, śmiał się zbyt głośno, jego włosy wyglądały jak siano i nie wiązał sznurowadeł w tenisówkach”, a poza tym „nic na to nie poradzi, że jest Żydem” (rodzice Howarda „wybaczyli nawet krzyżyk, który nosiłam na szyi”). Kontakt z rodzicami został nawiązany po dwóch latach, z inicjatywy Sy, gdy pośrednio dotarła do niej wiadomość, że ojciec jest umierający z powodu nowotworu płuc. Opiekowała się chorym do jego śmierci (stosunki z matką były niedobre). W wydanej w tym czasie swojej książce zamieściła listę podziękowań, kończącą się zdaniem:

I wreszcie chciałabym podziękować mojemu nieustraszonemu ojcu, generałowi brygady A.J. Montgomery'emu, który wpadł na pomysł, żebym pojechała do Afryki i Australii, i którego śladem chwiejnie podążam.

Po śmierci ojca utrzymywała z matką kontakt korespondencyjny i telefoniczny. Do zacieśnienia więzi nie doszło. Matka zmarła wkrótce po rozpoznaniu nowotworu trzustki. Umierała spokojnie, niecierpliwie oczekując spotkania z mężem (spokój zakłócała obawa, czy on jest w niebie).

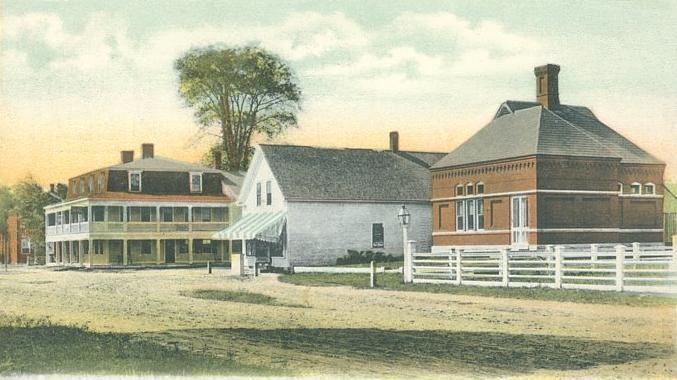
Biblioteka Publiczna przy głównej ulicy Hancock (1905)

Sy Montomery i Howard Mansfield – wielbiciele zwierząt i naturalnych krajobrazów – byli zdecydowani zamieszkać poza dużymi aglomeracjami. W latach 80. wynajmowali przybudówkę do starego wiktoriańskiego domu na granicy New Hampshire i Massachusetts, a następnie wynajęli połowę dwurodzinnego gospodarstwa w Hancock w Hrabstwie Hillsborough (New Hampshire). Tam wspólnie opiekują się swoimi przyjaciółmi-zwierzętami i piszą książki: Howard Manswild – dotyczące historii, kultury i psychologii, Sy Montgomery – przyrodniczo-przygodowe, dla dorosłych i dla dzieci, zawierające opisy przyrody trudno dostępnych okolic świata (pisze również scenariusze dla National Geographic Channel. Zdaniem redakcji The Boston Globe jej duch przygody kojarzy się z postacią Indiany Jonesa, a styl tekstów – z utworami Emily Dickinson. The New York Times nazwał ją poetką i naukowcem, w równych częściach.
Dzieląc czas między pobyty w domu w Hancock i podróże, Sy Montgomery odczuwa pełnię. Pisała na ten temat m.in.:

Poczucie przynależności, które daje mi dom, zawdzięczam po części wygnaniu, jakim jest podróż. Mimo że wydają się przeciwieństwami, są bardziej jak bliźnięta – dwie połowy pełni.

### Podróże
W celu przeprowadzenia obserwacji największych ze słodkowodnych delfinów, żyjących w Amazonce (zob. Inia), odbyła cztery wyprawy do Peru i Brazylii, gdzie pływała z piraniami i „elektrycznymi węgorzami”. W wyprawach uczestniczył fotograf Nic Bishop (biorący udział również w innych podróżach). Efektem obserwacji była m.in. książka Encantado: Pink Dolphin of the Amazon. W Zairze obserwowała goryle  (musiała uciekać przed rozzłoszczonym silverback) i  18-tysięcy węży pończoszników w ich jamie na Manitobie, w Kostaryce została ukąszona przez wampira, na Borneo – rozebrana przez orangutana. Zajmowała się tarantulami w Gujanie Francuskiej. W Kambodży, Laosie i Tajlandii poszukiwała – wraz z biologiem Garym Galbreathem – nieznanego gatunku niedźwiedzia (Golden Moon Bear). 
Wspominając obserwacje groźnych dla ludzi azjatyckich tygrysów w indyjskich namorzynach rejonu Sundarbany w delcie Gangesu Sy Montgomery napisała m.in.: 

…zepsuł mi się ślizgacz i nawalili tłumacz, naukowiec i przewodnik, przez co na miesiąc utknęłam na bagnach namorzynowych, gdzie roiło się od tygrysów ludojadów. Z miejscowymi porozumiewałam się dzięki taśmie do nauki języka bengalskiego.

Te niekorzystne okoliczności pozwoliły jej nawiązać trwałą przyjaźń z bengalskim przewodnikiem – Girindrą. Podczas kolejnych wypraw była serdecznie goszczona w jego domu – własnoręcznie zbudowanej glinianej chatce, krytej strzechą, w której mieszkała razem z żoną, matką i ośmiorgiem dzieci Girindry. Nazywał ją swoją „młodszą duchową siostrą” (po jej powrocie do Hancock w korespondencji między „duchowym rodzeństwem” pomaga tłumacz – nauczyciel w sundarbańskiej wiosce).

### Druga połowa pełni
Jedna z książek nie dotyczy wrażeń z dalekich wypraw, lecz opieki nad świnią, przygarniętą przez Sy i Howarda jako malutkie chore prosię. W popularnej książce The Good Good Pig: The Extraordinary Life of Christopher Hogwood (wydanej w Polsce w roku 2015 pt. Dobra świnka, dobra) Sy Montgomery zawarła liczne fragmenty autobiograficzne. Nadaje to szczególny charakter książce o emocjonalnej więzi z mężem i domowymi zwierzętami, a zwłaszcza ze szczęśliwą świnią (nazwaną na cześć brytyjskiego muzyka). Przez 14 lat była pielęgnowana w oborze obok domu w Hancock, początkowo przez Sy i Howarda, a następnie przez rosnące grono zaprzyjaźnionych sąsiadów. Zdaniem Sy Chris nauczył wielu ludzi odczuwania szczęścia.
Stosunek do Chrisa obrazuje też fragment książki Dobra świnka, dobra, ilustrujący również styl autorki:

Niektórzy mówią, że szczęście ląduje na człowieku delikatnie jak motyl. Bywa. Ale czasem stąpa ciężko jak tłusta zadowolona świnia – a potem, chrząkając, wali się z łomotem obok niego.

## Książki
Opublikowano m.in. (wybór według Goodreads), daty wydań według books.google.pl):
- 1991, 2009 – Walking with the Great Apes: Jane Goodall, Dian Fossey, Birute Galdikas
- 2000, 2001, 2009 – Journey of the Pink Dolphins: An Amazon Quest
- 2004, 2011 – The Tarantula Scientist  (fotograf: Nic Bishop)
- 2006, 2007, 2008 – The Good Good Pig: The Extraordinary Life of Christopher Hogwood
- 2006, 2009 – The Quest for the Tree Kangaroo: An Expedition to the Cloud Forest of New Guinea (Scientists in the Field Series, fotograf: Nic Bishop)
- 2009, 2012 – Saving the Ghost of the Mountain: An Expedition Among Snow Leopards in Mongolia (fotograf: Nic Bishop)
- 2010 – Kakapo Rescue: Saving the World's Strangest Parrot  (fotograf: Nic Bishop)
- 2010, 2011 – Ptakologia, ang.Birdology: Adventures with a Pack of Hens, a Peck of Pigeons, Cantankerous Crows, Fierce Falcons, Hip Hop Parrots, Baby Hummingbirds, and One Murderously Big Living Dinosaur (polskie wyd. Marginesy, 2018, tłum. Adam Pluszka)
- 2012 – Temple Grandin: How the Girl Who Loved Cows Embraced Autism and Changed the World (współautorstwo: Temple Grandin)
- 2015 – The Soul of an Octopus: A Surprising Exploration into the Wonder of Consciousness

## Wyróżnienia
Sy Montgomery i Nic Bishop (jako fotograf) pracą The Snake Scientist (1999) rozpoczęli publikowanie w wydawnictwie Houghton Mifflin wielokrotnie nagradzanej serii Scientists in the Field. Sy Montgomery otrzymała również m.in.:
- nagrodę od Children's Book Guild of Washington (2010)
- D.C.'s Nonfiction Award za zbiór wybitnych prac opartych na faktach
- Orbis Pictus Award  za książkę dla dzieci pt. Quest for the Tree Kangaroo: An Expedition to the Cloud Forest of New Guinea (2007)
- wyróżnienie książki Quest for the Tree Kangaroo tytułem tytułem Honor book for the ALA Sibert Award